# Saint-Laurent-du-Cros
Saint-Laurent-du-Cros è un comune francese di 539 abitanti situato nel dipartimento delle Alte Alpi della regione della Provenza-Alpi-Costa Azzurra.

## Società

### Evoluzione demografica
Abitanti censiti